# Aston Martin Bulldog

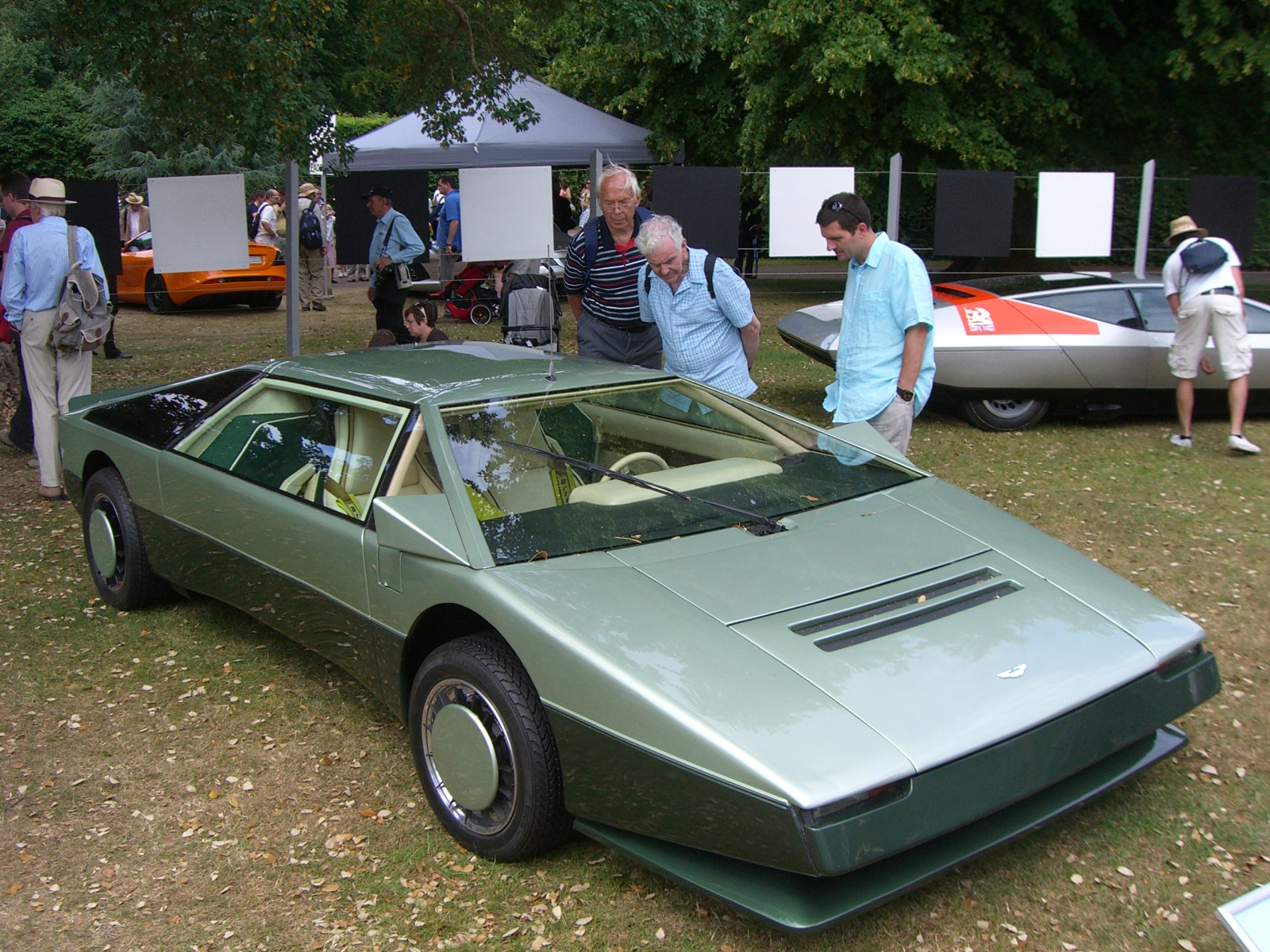
L'Aston Martin Bulldog

Pour les articles homonymes, voir Bulldog.
L'Aston Martin Bulldog est un concept car dessiné par William Towns en 1979 pour le constructeur automobile britannique Aston Martin.

## Origine
À l'origine du projet K9 DP, une série limitée de 25 exemplaires est prévue. Malgré sa production au Royaume-Uni, son volant est installé à gauche. De forme trapézoïdale, basse (1,09 m), large (1,92 m) et de longueur réduite (4,27 m), la Bulldog est équipée de portes papillons commandées via un pupitre accessible après ouverture d'une trappe affleurante. L'habitacle dévoile des formes elles aussi très anguleuses. Certains détails étonnent, comme la rampe de feux escamotable, ou les jantes lisses, sans doute les fruits d'études aérodynamiques. Ce modèle est équipé d'un couple caméra-écran de télévision pour la vue arrière, à la place d'un rétroviseur.
La Bulldog a réellement été conçu comme une voiture de série mais elle ne restera qu'un concept car unique. En effet à ce moment-là, Aston Martin connaissait beaucoup de problèmes électroniques avec la  Lagonda et la marque tombera en faillite en 1980. Le nouveau directeur, Victor Gauntlett préférera abandonner ce projet trop couteux et trop compliqué.

## Performances
Lors de son premier test, son moteur, un V8 bi-turbo de 600 ch et de 677 N m, emmena le modèle de la firme de Gaydon à 307 km/h.
Un second test a été effectué en juin 2023 où la Bulldog atteint la vitesse maximale de 330 km/h.

## Héritage
L'Aston Martin Bulldog est restée un exemplaire unique. La voiture est officiellement lancée le 27 mars 1980, à l'hôtel Bell à Aston Clinton. À la suite du programme de développement Aston Martin, le concept est vendu au plus offrant, pour une somme d'environ 130 000 £.
La Bulldog a passé quelque temps aux États-Unis, puis a refait surface en Grande-Bretagne pour y être vendue. Elle est alors repeinte en vert, sa peinture d'origine étant un gris argent. Par la suite, elle a été restaurée chez Classic Motor Cars, une entreprise basée à Bridgnorth.
En juin 2024 le concept car original a refait surface en Angleterre au mains de l'architecte Britannique Norman Foster, elle a été aperçue arborant une couleur beige claire.
Au départ la Bulldog était démunie de rétroviseurs, puis elle en recevra deux. À l'heure actuelle, ceux-ci ont été retirés.